# Abul Mansur Ahmed
Abul Mansur Ahmed (Dhanikhola, Mymensingh 1898 - 1979) fue un jurisconsulto, periodista, político y escritor bangladesí.
Estudió derecho entre 1926 y 1929 en el Colegio Ripon, afiliado a la Universidad de Calcuta y ejerció leyes desde 1929 hasta 1938 en Mymensingh. Después se trasladó a Calcuta y trabajó como periodista profesional y como activista político hasta 1947.
Se vio inmiscuido en los movimientos de No-cooperación y Khilafat, volviéndose miembro activo de la Liga Musulmana de Bengala después de las elecciones de 1937. Se unió al Movimiento Pakistán en 1940 y fue también el fundador de la Liga Awami.
Fue encarcelado cuando Ayub Khan declaró ley marcial en 1958, siendo liberado en 1962. Aunque estuvo activamente envuelto en la política de muchas maneras y en diferentes épocas, es más bien recordado como un escritor ingenioso.
Entre sus obras se encuentran las sátiras Aina (1936-1937) y Simposio de Comida (1944); las novelas Satya Mithya de 1953, Jiban Ksudha de 1955 y Ab-e-Hayat de 1964. También escribió dos libros de memorias, Amar Dekha Rajnitir Panchash Bachhar (1969) y Sher-e-Bangla haite Bangabandhu (1972), además de una autobiografía titulada Atma Katha (1978).

## Obras

### Novelas
- Satya Mithya (1953)
- Jiban Ksudha (1955)
- Ab-e-Hayat (1964)

### Sátiras
- Aina (1936-1937)
- Food Conference (1944)

### Memorias
- Atto Katha (1978, autobiografía)
- Amar Dekha Rajnitir Panchash Bachhar (1969)
- Sher-e-Bangla haite Bangabandhu (1972).

- Datos: Q3346027